# Ober-Ramstadt
Ober-Ramstadt é um município da Alemanha, situado no distrito de Darmstadt-Dieburg, no estado de Hesse. Tem 41,88 km² de área, e sua população em 2019 foi estimada em 15.166 habitantes.